# Iron Man (seriefigur)
Iron Man, tidigare även kallad Järnmannen på svenska, är en seriehjälte från Marvel Comics, skapad av författaren och förläggaren Stan Lee, utvecklad av författaren Larry Lieber och designad av serietecknarna Don Heck och Jack Kirby. Figuren gjorde sin debut i Tales of Suspense #39 (mars 1963) och fick sin egen titel i Iron Man #1 (maj 1968).
Iron Mans alter ego är Anthony Edward "Tony" Stark, en rik amerikansk industrimagnat, playboy och genialisk vetenskapsman. Han lider av en kraftig bröstskada till följd av en kidnappning. När hans fångvaktare försökte tvinga honom att bygga ett massförstörelsevapen skapade han istället en högteknologisk dräkt för att rädda sitt liv och fly från sin fångenskap. Senare utvecklade Stark sin dräkt, och lade till vapen och andra tekniska anordningar som han designade genom sitt företag, Stark Industries. Han använder dräkten och senare versioner för att skydda världen som Iron Man. Även om han tidigare dolde sin sanna identitet, förklarade Stark så småningom i ett offentligt uttalande att han faktiskt var Iron Man.
Iron Man var ursprungligen ett fordon som Stan Lee använde att utforska olika teman från kalla kriget, speciellt den amerikanska teknologins och industrins roll i kampen mot kommunismen. Efterföljande nyversioner av Iron Man har övergått från kalla krigets motiv till mer samtida frågor.
Under stora delar av figurens publikationshistoria har Iron Man varit en grundare av superhjältegruppen Avengers och har dykt upp i flera inkarnationer i sina egna olika serietidningsserier. Iron Man har skildrats i flera animerade TV-serier och filmer. Figuren skildrades av Robert Downey Jr. i spelfilmen Iron Man (2008), där Downey hyllades för sin prestation. Downey återspelar sin roll i en cameo i The Incredible Hulk (2008), i två Iron Man-uppföljare, Iron Man 2 (2010) och Iron Man 3 (2013), The Avengers (2012), Avengers: Age of Ultron (2015), Captain America: Civil War (2016), Spider-Man: Homecoming (2017), Avengers: Infinity War och Avengers: Endgame (2019) i Marvel Cinematic Universe.
Iron Man rankades på 12:e plats i IGN:s lista över "Topp 100 seriehjältar" 2011, och på tredje plats i deras lista över "Topp 50 Avengers" 2012.

## Historik

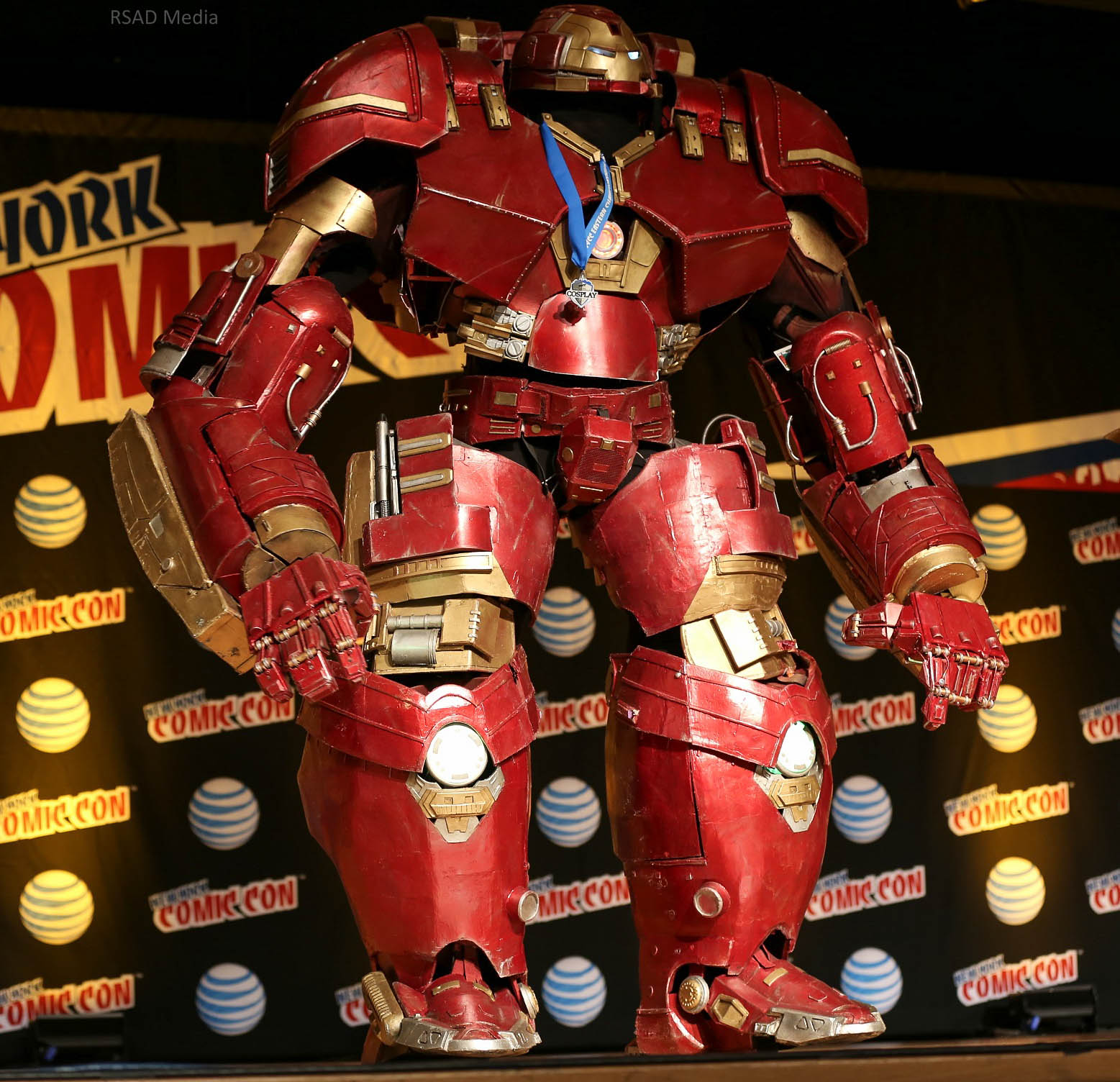
Cosplay av Iron Mans Hulkbuster-dräkt på New York Comic Con 2015.

Iron Man debuterade i Tales of Suspense #39 och figurerade i tidningen i sammanlagt 61 nummer. Tidningen lades ner efter nummer 99 och byttes 1968 ut mot The Invincible Iron Man.

## Bakgrund
Tony Stark föddes på Long Island och är sonen till ett tekniskt geni vid namn Howard Stark. Tony Stark visade i ung ålder upp en oerhörd teknisk förmåga och tog tidigt examen från MIT. När hans föräldrar senare dog i en flygolycka, ärvde han sin fars företag Stark Industries.
Under en senare period av sitt liv beger sig Stark till olika krigshärjade länder för att observera amerikansk stridsteknologi. Under en resa blir han allvarligt skadad av splitter från en mina och tillfångatagen av fiendearmén. Men i fångenskapen träffar Stark en man vid namnet Ho Yinsen, en fysiker han har beundrat sedan han gick på MIT. Yinsen hjälper Stark att utveckla en elektromagnet som drar tillbaka splittret från hans hjärta. Elektromagneten placeras i Starks bröst. Under sin fångenskap tvingar hans förövare honom att konstruera vapen åt dem. Stark utnyttjar detta tillfälle att skapa en skyddsdräkt som drivs av hans elektromagnet och som ger honom möjlighet att fly. Under flykten dör Yinsen; Stark hämnas honom genom att använda dräktens eldkraft på fienden. Han kämpar sig sedan tillbaka till amerikansk mark, där han sedan utvecklar sin pansarklädda kostym så att han kan flyga högt och vara mycket smidig. Han använder senare sin dräkt till att bekämpa brottsligheten i sin stad.

## Filmografi

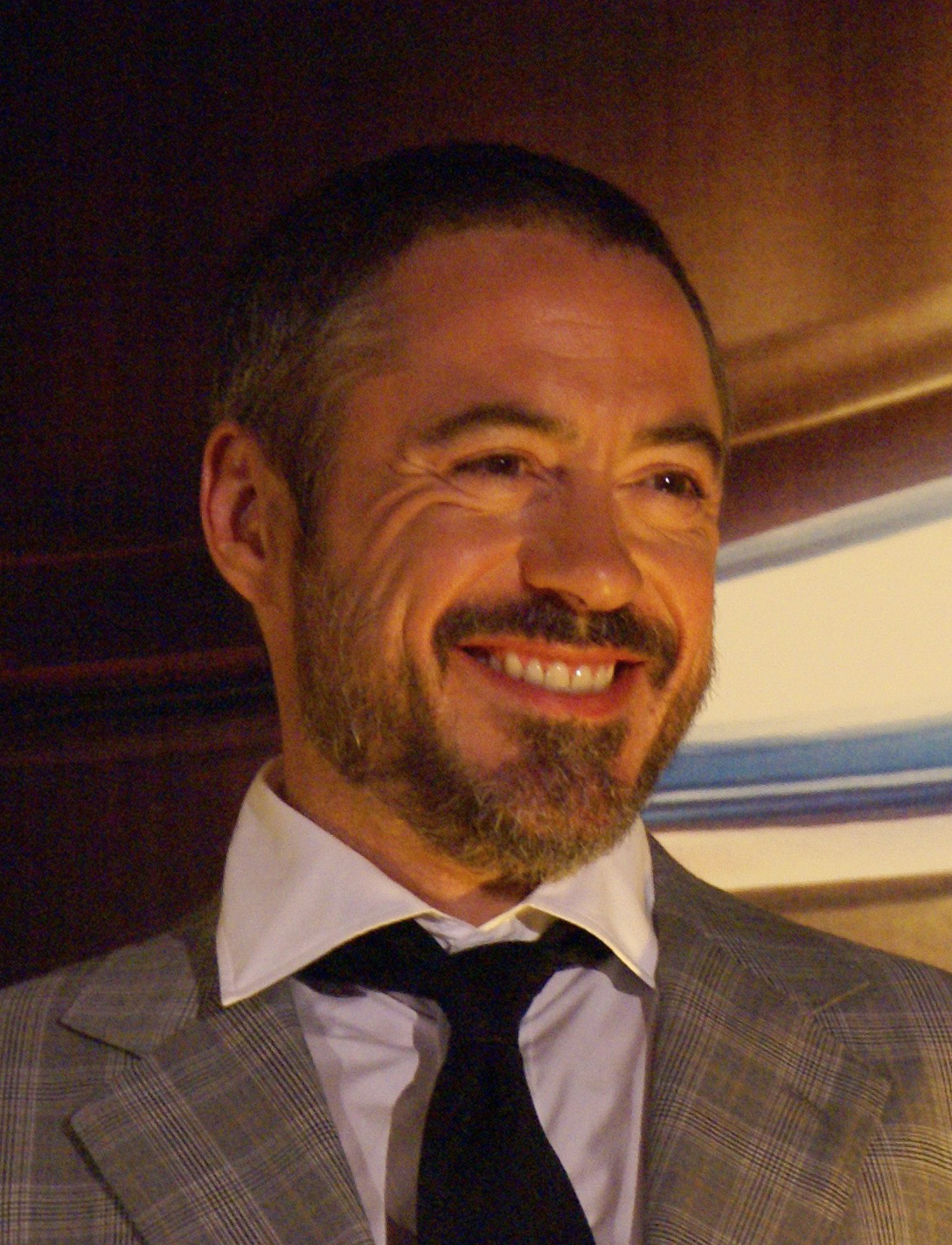
Robert Downey Jr. spelar Tony Stark/Iron Man i filmerna.

- Iron Man (2008)
- The Incredible Hulk (2008) (cameo)
- Iron Man 2 (2010)
- The Avengers (2012)
- Iron Man 3 (2013)
- Avengers: Age of Ultron (2015)
- Captain America: Civil War (2016)
- Spider-Man: Homecoming (2017)
- Avengers: Infinity War (2018)
- Avengers: Endgame (2019)